# Megisba strongyloides
Megisba strongyloides är en fjärilsart som beskrevs av Hans Fruhstorfer 1922. Megisba strongyloides ingår i släktet Megisba och familjen juvelvingar. Inga underarter finns listade i Catalogue of Life.